# دريم ووركس سوبر ستار كارتز
دريم ووركس سوبر ستار كارتز (بالإنجليزية: DreamWorks Super Star Kartz)‏ هي لعبة فيديو صدرت في 15 نوفمبر 2011، وهي متوفرة على أجهزة وي وإكس بوكس 360 وبلاي ستيشن 3 ونينتندو دي إس ونينتندو 3دي إس. اللعبة من نشر أكتيفجن.